# Spring Village
Spring Village es una villa de Trinidad y Tobago, que forma parte de la región de Tunapuna-Piarco.

## Geografía
La villa abarca parte de la isla Trinidad y limita al norte con Curepe y St. Augustine, al sur con La Paille Village, al este con St. Augustine South y al oeste con Valsayn y Real Springs.

## Demografía
Datos demográficos de la villa de Spring Village:
| Gráfica de evolución demográfica de Spring Village entre 2000 y 2011 |
|                                                                      |